# ایستگاه قطار شهری شهید علیخانی
ایستگاه قطار شهری شهید علیخانی ایستگاهی در خط ۱ قطار شهری اصفهان است. این ایستگاه در میدان شهید علیخانی، در ملک شهر در شمال اصفهان واقع شده‌است. ایستگاه بعدی در سمت غرب ایستگاه شهید مفتح و در سمت جنوب شرقی ایستگاه جابر است.